# سوزه لینوکس انترپرایز
سوزه لینوکس انترپرایز سرور (به انگلیسی: SUSE Linux Enterprise Server) (مخفف:SLES) یک سیستم عامل مبتنی بر لینوکس است که توسط شرکت SUSE توسعه و پشتیبانی می‌شود. این سیستم عامل برای سرور (رایانه)ها، رایانه‌های بزرگ و ایستگاه‌های کار طراحی شده ولی می‌تواند بر روی رایانه رومیزی برای آزمایش هم نصب شود. نسخه‌های اصلی در فاصلهٔ زمانی ۳–۴ ساله عرضه می‌شوند، در حالیکه نسخه‌های فرعی (ملقب به سرویس پک) هر ۱۸ ماه عرضه می‌شوند. محصولات سوزه لینوکس انترپرایز، از جمله 'سوزه لینوکس انترپرایز سرور'، بیشتر از اوپن سوزه که جامعه محور است تحت تستهای شدیدتری قرار می‌گیرد، با این هدف که فقط نسخه‌های بالغ و پایدار اجزای گنجانده شده از طریق محصول انترپرایز عرضه شود.
از نوامبر ۲۰۱۲، ابررایانه شرکت کری به نام تایتن که در حال حاضر سریعترین ابررایانه دنیاست، از عناصر سوزه لینوکس انترپرایز سرور استفاده می‌کند.
همچنین شرکت IBM برای ابررایانه هوش مصنوعی خود به نام واتسون (به انگلیسی: Watson) از این سیستم عامل استفاده می‌کند.

## مقالات وابسته
- اوپن سوزه